# Rhinophis melanogaster
Rhinophis melanogaster är en ormart som beskrevs av Gray 1858. Rhinophis melanogaster ingår i släktet Rhinophis och familjen sköldsvansormar. Inga underarter finns listade i Catalogue of Life.
Arten lever i kulliga områden på centrala Sri Lanka. Honor lägger inga ägg utan föder levande ungar.

## Bildgalleri

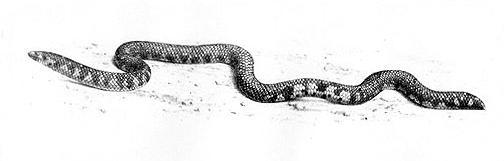
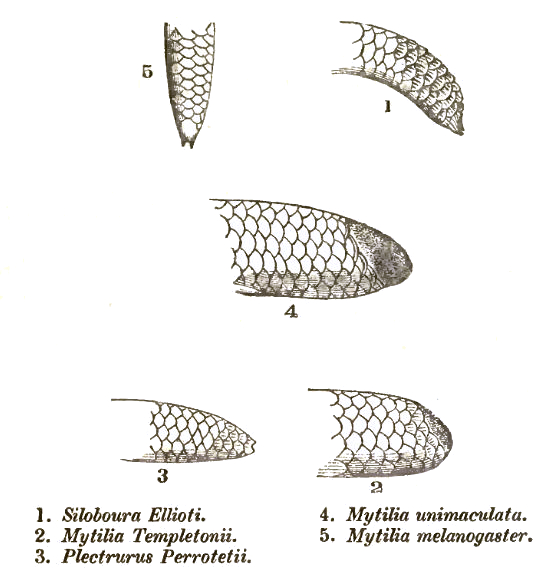